# Нірвана
Нірвана (санскр. — згасання[джерело?]) або мовою палі ніббана — концепція в індійських релігіях (буддизмі, індуїзмі, джайнізмі та сикхізмі), що відповідає стану повного сотеріологічного визволення, звільнення від дукхи (страждань) та сансари (циклу народжень та смертей).

## Спроба опису
В палійському каноні Будда не надає прямого визначення нірвани, радше показуючи, чим вона не є: жодним з мирських задоволень чи екзальтованим станом свідомості. Нірвана порівнюється з «полум'ям страждань», що згасає при відсутності палива: усунення трьох отрут, жадоби (пристрасті (лобха)), злоби (ненависті (доса)), та омани (моха) чи ілюзії.
В індійській філософії нірвана зазвичай є синонімом поняття мокші та мукті, та залежно від традиції може означати возз'єднання чи усвідомлення тотожності Атмана з Брахманом. У Бхаґавад-ґіті Крішна називає нірваною розум, поглинений ним самим.
В джайнізмі вона описується як звільнення душі з кармічних кайданів.

## Типи
- Парінірвана — остаточна нірвана.